# Józef Rudnicki
Józef Rudnicki (ur. 19 marca 1782, zm. 30 stycznia 1849 w Warszawie) – kapitan wojsk Księstwa Warszawskiego, autor pamiętników.
Dowódca kompanii woltyżerów 4 Pułku Piechoty Księstwa Warszawskiego, w Królestwie Polskim major w Korpusie Inwalidów i Weteranów. Walczył na wojnie w Hiszpanii w latach 1809–1811, uczestniczył w kampanii rosyjskiej 1812 roku, kampaniach 1813 i 1814 roku. Po klęsce Napoleona wrócił do Polski.